# 乃木坂春香の秘密 キャラクターソング
『乃木坂春香の秘密 キャラクターソング』は、2008年（平成20年）8月29日から2008年（平成20年）9月26日にかけてジェネオン エンタテインメントより発売された一連のシングルである。

## 概要
- テレビアニメ『乃木坂春香の秘密』のキャラクターソング。2008年（平成20年）8月29日から2008年（平成20年）9月26日にかけて計4枚がリリースされた。それぞれアニメ劇中に挿入歌としても使われている。
- カップリング曲には、同アニメのエンディングテーマになっている「ひとさしゆびクワイエット!」のカバーバージョンが収録されている。

## リリース一覧

### 乃木坂春香＠能登麻美子
2008年（平成20年）8月29日発売。歌は乃木坂春香（能登麻美子）。
1. Le Secret ‐ル・スクレ‐
作詞：くまのきよみ、作曲：三浦誠司、編曲：斎藤あきら
2. ひとさしゆびクワイエット!feat.乃木坂春香
作詞：くまのきよみ、作曲：渡辺剛、編曲：柳田しゆ
3. Le Secret ‐ル・スクレ‐ （instrumental）
4. 乃木坂春香からひとことっ!

### 乃木坂美夏＠後藤麻衣
2008年（平成20年）8月29日発売。歌は乃木坂美夏（後藤麻衣）。
1. 妹…ですけどっ!
作詞：くまのきよみ、作曲・編曲：三浦誠司
2. ひとさしゆびクワイエット!feat.乃木坂美夏
  - 作詞：くまのきよみ、作曲：渡辺剛、Remixed by You-Two
3. 妹…ですけどっ! （instrumental）
4. 乃木坂美夏からひとことっ!

### 天宮椎菜＠佐藤利奈
2008年（平成20年）9月26日発売。歌は天宮椎菜（佐藤利奈）。
1. 背中に投げたラブレタァ
作詞：くまのきよみ、作曲・編曲：三浦誠司
2. ひとさしゆびクワイエット!feat.天宮椎菜
作詞：くまのきよみ、作曲：渡辺剛、Remixed by electro SQ(Style-Jam)
3. 背中に投げたラブレタァ （instrumental）
4. 天宮椎菜からひとことっ!

### 桜坂葉月＆七城那波＠清水香里＆植田佳奈
2008年（平成20年）9月26日発売。歌は桜坂葉月（清水香里）&七城那波（植田佳奈）
1. ご奉仕いんすぱいぁ
作詞：くまのきよみ、作曲：三浦誠司、編曲：草野よしひろ
2. ひとさしゆびクワイエット!feat.桜坂葉月&七城那波
作詞：くまのきよみ、作曲：渡辺剛、編曲：二宮直樹
3. ご奉仕いんすぱいぁ （instrumental）
4. 葉月&那波からひとことっ!

## 本編中での使用
| 曲名                   | 詳細                   |
| ---------------------- | ---------------------- |
| Le Secret ‐ル・スクレ‐ | 1期 第10話、11話挿入歌 |
| Le Secret ‐ル・スクレ‐ | 2期 4話挿入歌          |
| 妹…ですけどっ!         | 1期 第10話挿入歌       |
| 妹…ですけどっ!         | 2期 第4話挿入歌        |
| 背中に投げたラブレタァ | 1期 第10話挿入歌       |
| ご奉仕いんすぱいぁ     | 1期 第10話挿入歌       |